# Bläs

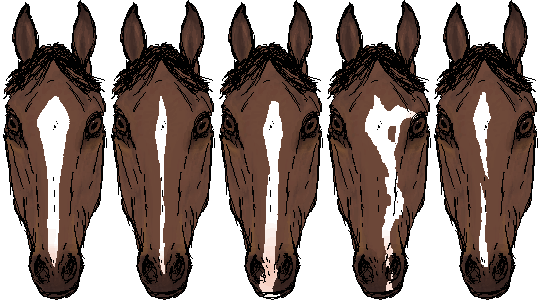
bläs, strimbläs (strimma), genomgående bläs, oregelbunden bläs, bruten bläs.

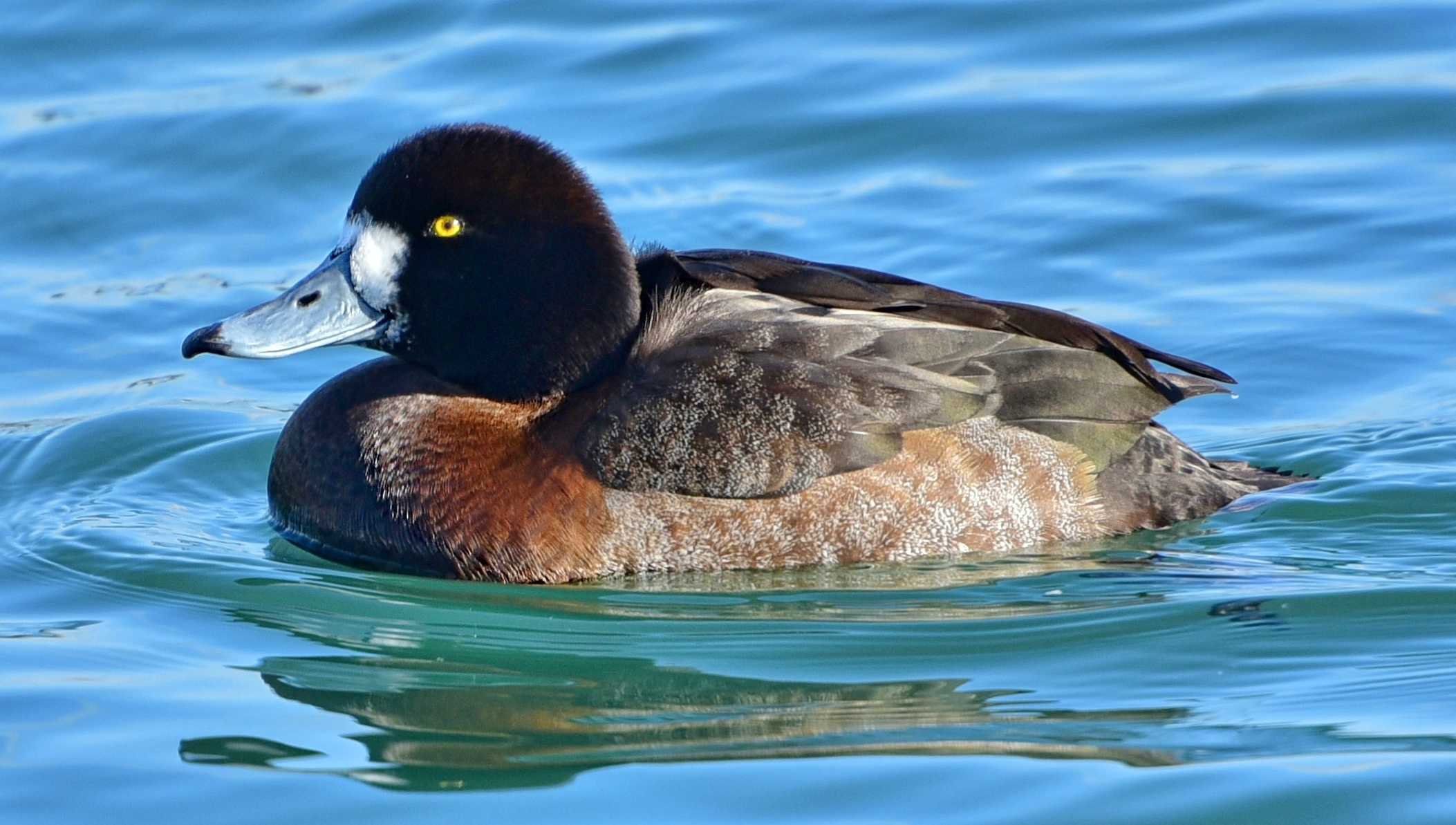
Bergandshonan har en distinkt bläs.

Bläs är en ljus strimma på framsidan av huvudet som kan förekomma hos främst hästar, men även andra djur. Hos hästar är bläsen ett hästtecken som framträder vertikalt längs nosryggen.
En bläs kan komma i lite olika varianter. Strimbläsar är smalare än en vanlig bläs. Genomgående bläsar går hela vägen längs huvudet (mellan ögonen ned till läppen) och är den vanliga definitionen på en bläs. Oregelbundna bläsar är bläsar som är sneda eller har ojämna kanter. Brutna bläsar är bläsar som "delas" en eller flera gånger.
Bläsand är en art som fått sitt namn efter just hannens bläs.
Bläsgåsen har fått sitt namn från vuxna fåglars karakteristiska vita bläs.